# Svatý Tomáš

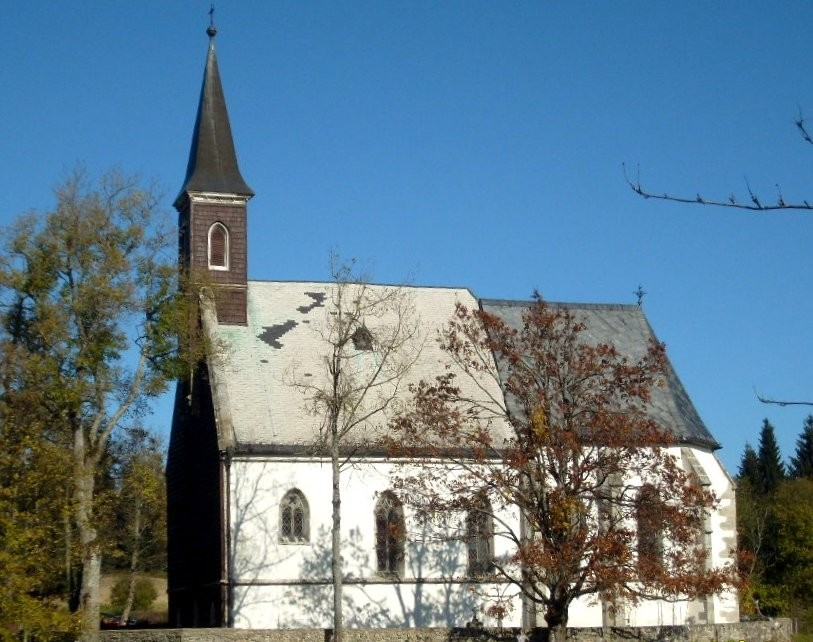
Fronleichnamskirche

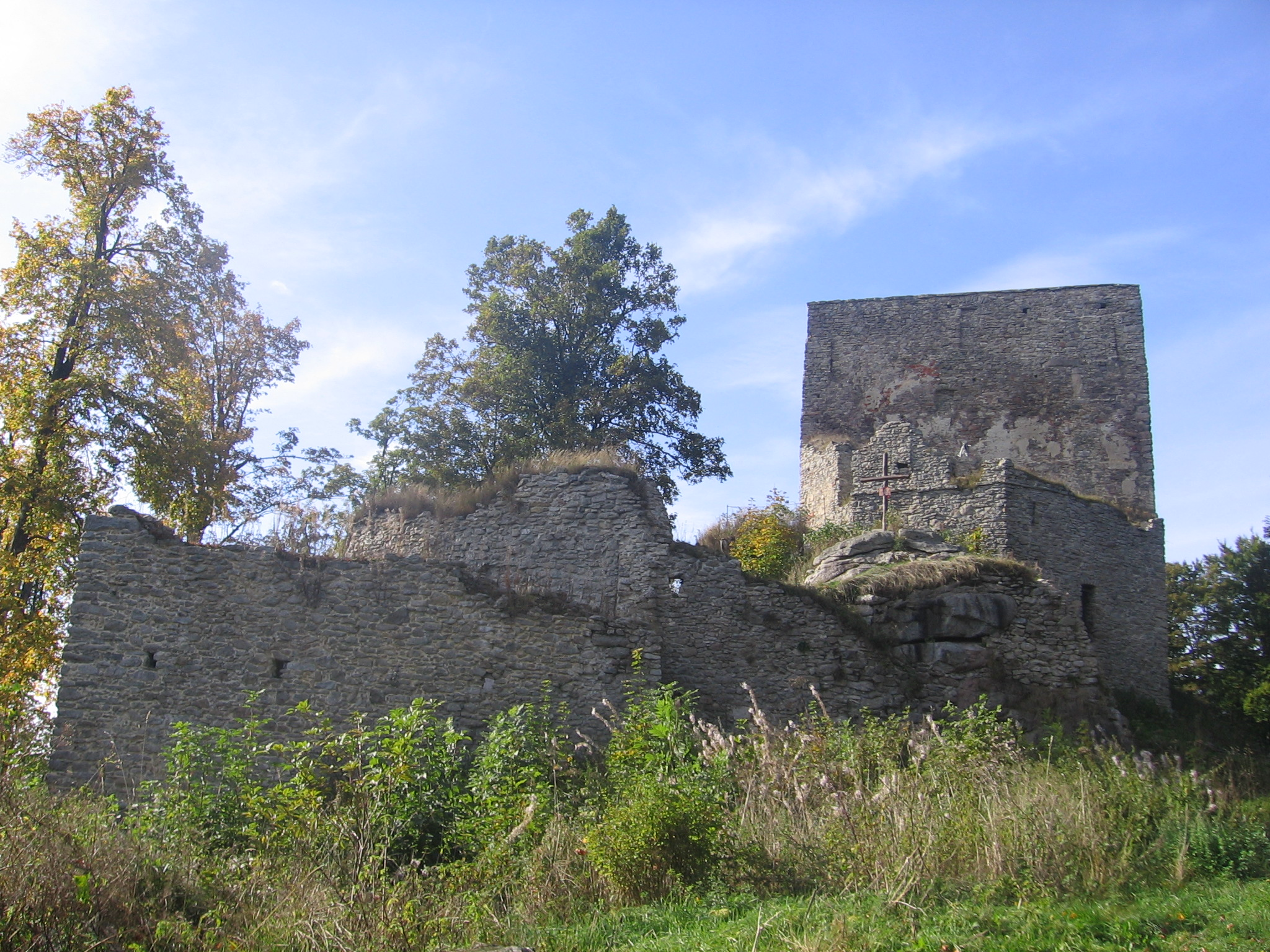
Ruine Vítkův hrádek

Svatý Tomáš (deutsch St. Thomas) ist eine Grundsiedlungseinheit der Gemeinde Přední Výtoň in Tschechien. Sie liegt fünf Kilometer südwestlich von Frymburk nahe der österreichischen Grenze und gehört zum Okres Český Krumlov.

## Geographie
Svatý Tomáš befindet sich rechtsseitig über dem Stausee Lipno auf dem Kamm des Böhmerwaldes. Das Dorf liegt auf einem von vier Eintausendern umgebenen Sattel auf der europäischen Hauptwasserscheide; nördlich erhebt sich der Vítkův kámen bzw. Svatotomášský vrch (Schlossberg, 1035 m n.m.) mit der Burgruine Vítkův hrádek (Wittinghausen), im Osten der Velký Plešný (Großer Pleschen, 1010 m n.m.) und der Svatý Tomáš (Kochbartlberg, 1026 m n.m.) sowie westlich der Medvědí vrch (Bärenkorb, 1017 m n.m.). In Svatý Tomáš entspringen der Horský potok/Steinerne Mühl und die Světlá/Zwettlbach, die beide in südliche Richtung über die Große Mühl zur Donau entwässern. Der östlich des Dorfes entspringende Zámecký potok fließt ebenso wie der Pašerácký potok, dessen Quelle nordwestlich von Svatý Tomáš liegt, über die Moldau der Elbe zu. Gegen Südosten liegt die Wüstung Lindské Chalupy, südlich die Wüstungen Rožnov, Linda und Pernek, im Südwesten die Wüstungen Rychnůvek und Jasánky sowie westlich die Wüstungen Otov, Reiter, Binder, Koranda und Horní Hraničná.
Nachbarorte sind Dolní Vltavice, Kovářov und Hruštice im Norden, Hrdoňov, Větrník, Lojzovy Paseky, Frýdava und Frymburk im Nordosten, U Štoiberů und Přední Výtoň im Osten, Vejrovna, Spáleniště und Guglwald im Südosten, Pasečná und Hörleinsödt im Süden, Oedt, Unterurasch, Almesberg, St. Oswald bei Haslach und Morau im Südwesten, Günterreith, Wurmbrand, Unterhaag und Oberhaag im Westen sowie Grünwald, Sonnenwald, Rothův Mlýn und Račín.

## Geschichte
Um 1220 ließ Witiko I. von Krumau auf dem Böhmerwaldkamm südlich des Moldautals die Burg Wittinghausen errichten. Zwischen 1257 und 1258 ließ Witiko I. zu Füßen der Burg auf einem Pass am alten Salz-Handelsweg Goldener Steig von Neufelden über Haslach, Priethal nach Krumau die Kirche St. Thoma erbauen. Nach dem Aussterben der Krumauer Linie der Witigonen fiel die Herrschaft Wittinghausen 1302 dem Familienzweig der Herren von Rosenberg zu. Im Jahre 1348 wurde die Kirche gemäß dem Vermächtnis Peters von Rosenberg umgebaut und dem Leib Christi geweiht. 1361 wurde in St. Thomas eine Pfarrei eingerichtet. Zwischen 1427 und 1464 war die Herrschaft Wittinghausen an Reinprecht von Walsee und dessen gleichnamigen Sohn verpfändet. Letzterer schenkte das Pfand 1464 Johann von Rosenberg. Nach der erblichen Bestätigung der Schenkung durch König Vladislav II. für Johanns Söhne wurde die Herrschaft Wittinghausen in die Herrschaft Krumau inkorporiert. Um die als St. Thoma bekannte Kirche entstand im 16. Jahrhundert eine kleine Holzfällersiedlung, deren Name von der Kirche hergeleitet wurde. Erstmals erwähnt wurde die Siedlung 1522. Die Pfarrei St. Thomas wurde 1520 wegen ihrer abgelegenen Lage wieder aufgehoben und die Kirche als Filiale an die Pfarrei Deutsch Reichenau angeschlossen. Seit dieser Zeit erlangte die Fronleichnamskirche zunehmende Bedeutung als Wallfahrtskirche. Wegen finanzieller Schwierigkeiten musste der letzte Rosenberger Peter Wok von Rosenberg 1602 die Herrschaft Krumau mit allem Zubehör an Kaiser Rudolf II. verkaufen. Ab 1622 gehörte die Herrschaft den Fürsten von Eggenberg. Seit 1719 waren die Fürsten von Schwarzenberg die Grundherren. Die Burg wurde in der Mitte des 18. Jahrhunderts verlassen. Im Zuge der Josephinischen Reformen wurden die Wallfahrten nach St. Thoma aufgehoben und das Gnadenbild verschwand unter mysteriösen Umständen. Zum Ende des 18. Jahrhunderts bestand St. Thoma noch aus lediglich drei Anwesen.
Im Jahre 1840 bestand das Dominikaldorf St. Thomas aus 32 Häusern mit 207 deutschsprachigen Einwohnern. Im Ort gab es die seit mehreren Jahren gesperrte Kirche St. Thomas und einen emphyteutisierten Meierhof, dessen Gründe auf 25 Holzhauer aufgeteilt worden waren. Abseits lagen das fürstliche Forsthaus an der Moldau, drei einzelne Waldhegerhäuser in den Wäldern südlich, nördlich und nordwestlich des Dorfes, die einschichtige Bleicherei Löffler sowie die Dominikalhäuser (Koranda) am Rosenhügel (Růžovský vrch, 939 m n.m.). Pfarrort war Deutsch Reichenau. Bis zur Mitte des 19. Jahrhunderts blieb St. Thoma der Allodialherrschaft Krumau untertänig.
Nach der Aufhebung der Patrimonialherrschaften bildete St. Thomas/Svatý Tomáš ab 1849 einen Ortsteil der Gemeinde Reiterschlag im Gerichtsbezirk Hohenfurth. Die Wallfahrten nach St. Thoma wurden 1856 wieder aufgenommen. Zwei Jahre später ließ Johann Adolf Fürst zu Schwarzenberg die verfallene Wallfahrtskirche auf seine Kosten wieder aufbauen. Ab 1868 gehörte das Dorf zum Bezirk Kaplitz. 1890 war St. Thomas auf 27 Häuser angewachsen und hatte 155 Einwohner, darunter drei Tschechen. Zu dieser Zeit eröffnete die Hegerfamilie Franzl ein Wirtshaus, in dem Bier aus der Friedberger Bürgerbrauerei ausgeschenkt wurde. Im Jahre 1910 bestand das Dorf aus 29 Häusern und hatte 193 Einwohner. 1921 lebten in den 29 Häusern von St. Thomas 161 Personen, davon waren 153 Deutsche, fünf Tschechen und drei Ausländer. Im Ort gab es die Schankwirtschaft im Hegerhaus, zwei Trafiken, einen Tischler, einen Schuhmacher und einen Laden für Gemischtwaren. Im Oktober 1938 wurde St. Thomas in Folge des Münchner Abkommens dem Deutschen Reich zugeschlagen und gehörte zunächst zum Kreis Kaplitz. Im Jahr 1939 wurde die Gemeinde Reiterschlag dem Kreis Rohrbach zugeordnet. Nach dem Ende des Zweiten Weltkriegs kam Svatý Tomáš an die Tschechoslowakei zurück und wurde wieder dem Okres Kaplice zugeordnet. Ab 1946 wurde die deutschsprachige Bevölkerung aus Svatý Tomáš ausgesiedelt. Der Ort wurde nur in geringem Umfang mit Tschechen wiederbesiedelt. 1950 wurde die Gemeinde Reiterschlag im Zuge der Errichtung der Grenzzone aufgehoben; Svatý Tomáš wurde nach Frymburk eingemeindet. Sämtliche Dörfer der ehemaligen Gemeinde Reiterschlag, mit Ausnahme von Svatý Tomáš, wurden dem Erdboden gleichgemacht. Auf dem Turm der Burgruine Vítkův hrádek entstand eine militärische Radarstation. In Svatý Tomáš erfolgte zwischen 1956 und 1958 der Abriss der meisten Häuser; an ihrer Stelle entstanden Wohnblöcke für die Besatzung der Radarstation und für Beschäftigte des Militärforstbetriebs. Das Gebiet wurde später der Gemeinde Přední Výtoň zugeordnet. Nach der Aufhebung des Okres Kaplice wurde Svatý Tomáš 1961 Teil des Okres Český Krumlov.
Nach der Samtenen Revolution wurde das Sperrgebiet aufgehoben und die Burgruine Vítkův hrádek wieder für Touristen zugänglich gemacht. Im Juli 1990 brannte das Jagdschlösschen ab. Die kurz vor dem Einsturz stehende Kirche wurde ab 1991 saniert. Nach der Jahrtausendwende fand die Ruine des Jagdschlösschen einen Käufer, der es zwischen 2003 und 2005 als Hotel wiederaufbaute. Heute besteht Svatý Tomáš aus elf Häusern, in denen 20 Personen leben.

## Ortsgliederung
Die Grundsiedlungseinheit Svatý Tomáš ist Teil des Katastralbezirkes Pasečná.

## Sehenswürdigkeiten

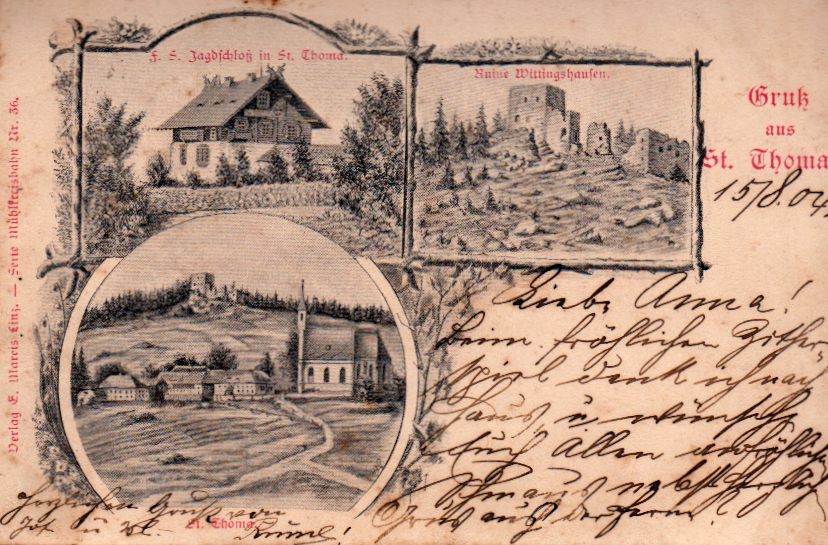

- Fronleichnamskirche, volkstümlich Kirche St. Thoma im Böhmerwald, erbaut 1258. Sie wurde 1384 auf Grund des Vermächtnisses des Peter von Rosenberg umgebaut und dem Leib Christi geweiht. Ihre heutige neogotische Gestaltung erhielt sie nach dem in den Jahren 1874 bis 1875 durch Johann Adolf Fürst zu Schwarzenberg für 14.000 Gulden veranlassten Umbau. Die Weihe erfolgte am  5. Februar 1875. Im Jahre 1878 wurde um die Kirche wieder ein Friedhof geweiht. Ab 1991 erfolgte die Sanierung der einsturzgefährdeten Kirche. Dabei wurde an der Nordseite des Chors ein Wandbild aus dem 14. Jahrhundert entdeckt, das die Jungfrau Maria mit dem Jesuskind und die Heiligen Drei Königen zeigt.
- Ruine der Burg Wittinghausen (Vítkův Hrádek)
- Jagdschlösschen „Waidmanns Heil“, in den Jahren 1868–1870 ließ Johann Adolf Fürst zu Schwarzenberg das 1722 errichtete Forsthaus auf der Vogeltenne vom Baumeister Anton Jaksch durch eine neue, mit einem Park umgebene Revierförsterei im Schweizerstil ersetzen, deren Zentrum das repräsentative Jagdschlösschen Waidmanns Heil bildete. Das reich verzierte Schlösschen diente der fürstlichen Auerhahn- und Hirschjagd. Die Haupthalle im steinernen Erdgeschoss mit großem Kamin war mit einer fürstlichen Trophäen- und Jagdwaffensammlung sowie Kopien von Dürerbildern dekoriert. Nach dem Zweiten Weltkrieg wurde das Adolph Schwarzenberg gehörige Jagdschlösschen konfisziert und auf der Grundlage der Lex Schwarzenberg verstaatlicht. In der zweiten Hälfte des 20. Jahrhunderts wurde das Anwesen Sitz der Militärforstverwaltung Svatý Tomáš, die die erforderlichen Instandhaltungsarbeiten unterließ. Der Park wurde abgeholzt. Unter ungeklärten Umständen brannte das Jagdschlösschen im Juli 1990 ab. Zwischen 2003 und 2005 wurde es als Luxushotel wiederaufgebaut.
- Stausee Lipno